# Glossanodon semifasciatus
Glossanodon semifasciatus és una espècie de peix pertanyent a la família dels argentínids.

## Descripció
- Pot arribar a fer 21 cm de llargària màxima.
- 11 radis tous a l'aleta dorsal i 10-12 a l'anal.
- Cos allargat i cilíndric.[6][7]

## Depredadors
Al Japó és depredat per Macrorhamphosodes uradoi i Galeus nipponensis.

## Hàbitat
És un peix marí, bentopelàgic i de clima temperat (32°N-15°N, 101°E-149°E) que viu entre 70 i 430 m de fondària.

## Distribució geogràfica
Es troba al Pacífic nord-occidental: el sud del Japó.

## Observacions
És inofensiu per als humans.